# Урна (певица)
Урна Чахар Тугчи (Urna Chahar Tugchi), известная как Урна — монгольская певица в жанре world music. Сочетает исполнение традиционных монгольских песен с использованием европейских и китайских музыкальных инструментов.
Родилась в 1968 году (по другим данным в 1969 году) в семье скотоводов в степях Ордосского плато (Внутренняя Монголия) — региона с богатыми песенными традициями. В детстве любила петь и училась играть на янцине. В 18 лет поступила в Шанхайскую консерваторию, преодолев трудности, связанные с незнанием китайского языка. Во время учёбы познакомилась с композитором и цитристом Робертом Цолличем, который стал её мужем и помощником в творчестве и развитии карьеры в Китае и Европе.
Живёт в Германии (некоторое время жила в Египте).
Благодаря образованию, полученному в шанхайской консерватории, госпожа Чахар-Тугчи ухитряется сочетать традиции народного пения с классической вокальной школой. Когда она поет, воображение без особых усилий рисует картины бескрайних степей и буддистстких молитвенных церемоний, а ухо профессионала фиксирует точнейшие интонации и напряженную работу голосовых связок. (Борис Барабанов)
Дискография: Tal Nutag (1995), Crossing (1997), Hödööd (1999), Jamar (2001), Hodood, (re-issue) (2002), Amilal (2004), URNA Portrait: Tenggeriin Shivuu (2012). Фильмография: снялась в «Две лошади Чингис-Хана» (2009, Германия).
Награды: премия RUTH (Германия, 2003) — лучший международный артист.